# Sepekov
Sepekov település Csehországban, Píseki járásban. Sepekov Okrouhlá, Zběšičky, Přeštěnice, Milevsko, Křižanov, Bernartice, Božetice és Opařany településekkel határos. Lakosainak száma 1378 fő (2024. január 1.).

## Népesség
A település lakosságának változását az alábbi diagram mutatja:
| Lakosok száma | 1700 | 1630 | 1707 | 1491 | 1422 | 1321 | 1335 | 1336 | 1318 | 1378 |
|               | 1869 | 1900 | 1921 | 1961 | 1980 | 2011 | 2016 | 2019 | 2021 | 2024 |